# كرة الأرز

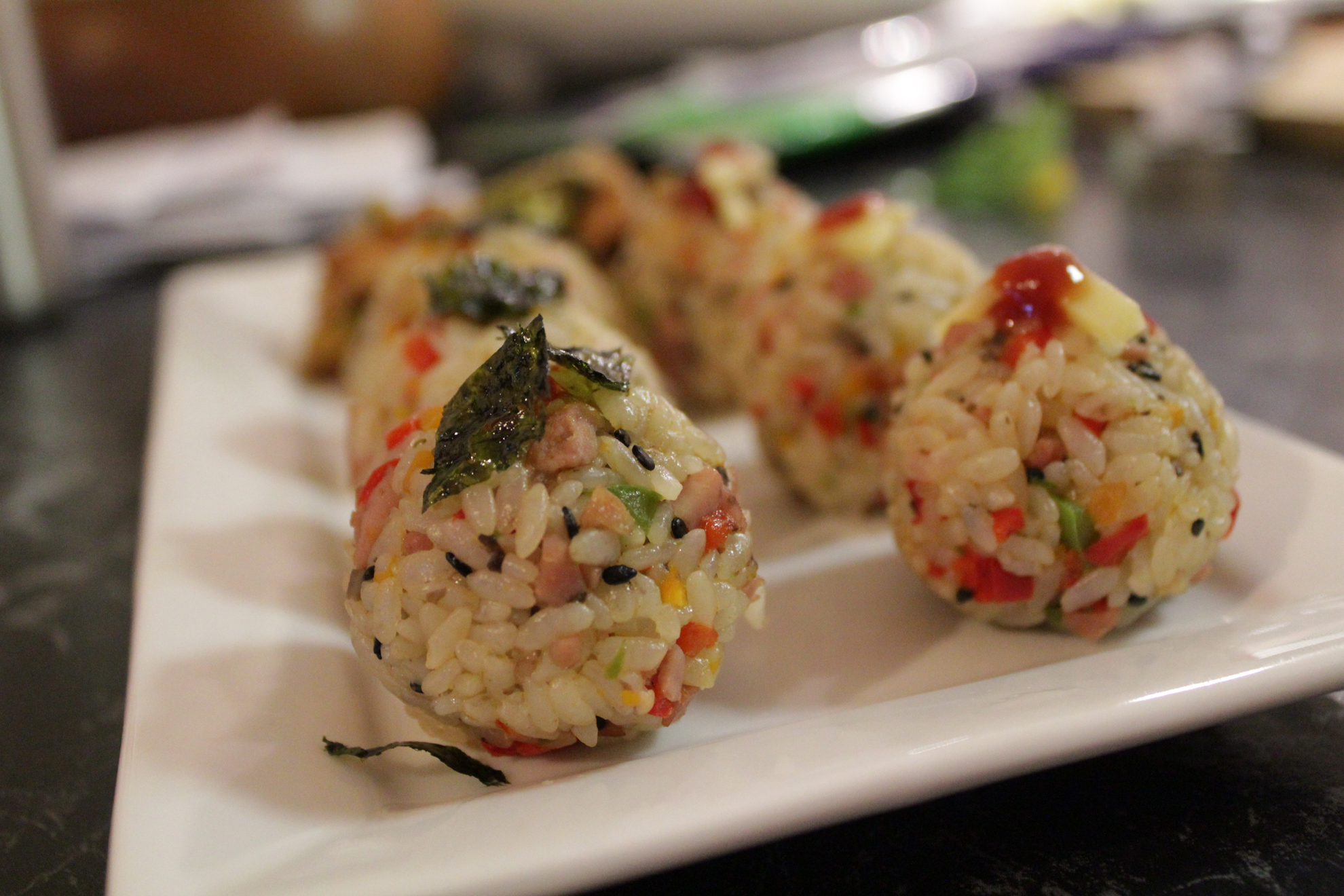
كرات الأرز

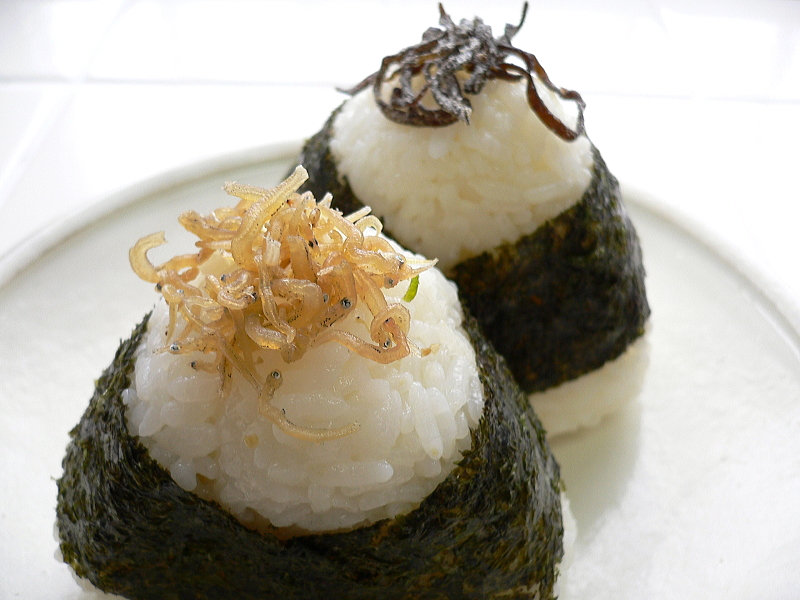
أونيغيري

قد تكون كرة الأرز أي نوع من المواد الغذائية المصنوعة من الأرز التي تم تشكيلها أو تكثيفها أو دمجها في شكل كرة . توجد كرات الأرز في العديد من الثقافات المختلفة التي يؤكل فيها الأرز ، وهي منتشرة بشكل خاص في آسيا .